# 6189 Völk
(6189) Völk, denumire internațională (6189) Volk, este un asteroid din centura principală de asteroizi.

## Descriere
6189 Völk este un asteroid din centura principală de asteroizi. A fost descoperit pe 2 martie 1989 la Observatorul La Silla de Eric Walter Elst. Asteroidul prezintă o orbită caracterizată de o semiaxă mare de 2,30 ua, o excentricitate de 0,14 și o înclinație de 5,9° în raport cu ecliptica.